# Murrami
Murrami är en ort i Australien. Den ligger i kommunen Leeton och delstaten New South Wales, i den sydöstra delen av landet, omkring 460 kilometer väster om delstatshuvudstaden Sydney.
Runt Murrami är det glesbefolkat, med 10 invånare per kvadratkilometer.. Närmaste större samhälle är Leeton, omkring 18 kilometer sydost om Murrami. 
Trakten runt Murrami består till största delen av jordbruksmark. Genomsnittlig årsnederbörd är 499 millimeter. Den regnigaste månaden är mars, med i genomsnitt 77 mm nederbörd, och den torraste är oktober, med 16 mm nederbörd.